# Bezemkruiskruid
Het bezemkruiskruid (Senecio inaequidens) is een vaste plant uit de composietenfamilie (Asteraceae).
De Nederlandse naam bezemkruiskruid is afkomstig van de vorm, door de sterke vertakking lijkt een uitgetrokken plant wel wat op een bezem. De soortaanduiding inaequidens betekent ongelijke tanden. De soort stamt uit Zuid-Afrika en werd eind negentiende eeuw voor het eerst in Duitsland gezien. In Nederland is de vroegste waarneming gedaan in 1939 in Tilburg. 

## Kenmerken
De vaak sterk vertakte plant heeft alle kenmerken van het geslacht Senecio. Hierbinnen valt de soort op door de lange, smalle, 2–5 mm brede, vrijwel ongetande tot onregelmatig getande bladeren, die 3–10 cm lang kunnen zijn. Hiermee onderscheidt de soort zich ook van het moeraskruiskruid (Jacobaea paludosa), die bredere en meer getande bladeren heeft. Ook zijn bij het moeraskruiskruid de blaadjes iets dikker dan bij het bezemkruiskruid. De bladeren van het bezemkruiskruid staan afwisselend, en hebben een geoorde, half-stengelomvattende voet.
De hoogte varieert van 20-110 cm. Aan de basis van de plant treedt verhouting op.
De heldergele bloemhoofdjes zijn 1,8-2,5 cm in doorsnede. Het aantal lintbloemen per bloemhoofdje bedraagt twaalf tot veertien. Stroschubben ontbreken. Er zijn tien of meer binnenomwindselblaadjes met een zwarte top. De buitenste omwindselblaadjes hebben naar de top een witvliezige, gefranjerde rand ook met een zwarte top.
De bloeiperiode loopt van mei of juni tot en met december. Bestuiving vindt door verschillende insecten plaats. De vrucht is een 2-2,5 mm lang nootje met haren tussen de ribben. Het witte vruchtpluis is 2-3 keer zolang als het nootje. Het aantal zaden (nootjes) dat een plant per jaar produceert, wordt op 10.000 geschat. In de grond kunnen de zaden dertig tot veertig jaar hun kiemkracht behouden. Ontkieming kan bij 14 °C tot 30 °C overdag plaatsvinden. De nachttemperatuur dient in het algemeen boven de 6 °C te liggen. De zaden worden door de wind verspreid.

## Verspreiding
Het natuurlijke verspreidingsgebied van de plant ligt in Zuid-Afrika. Daar komt de soort voor in de bergen in het oosten op rotsige hellingen en op met kiezel bedekte beekbodems. Met woltransporten is de plant rond 1900 naar Europa gekomen. De oudste vermeldingen uit Duitsland dateren uit 1890. Na 1900 zijn er verschillende meldingen van de plant in de Benelux, zoals in 1939 bij Tilburg en in 1942 in Breda.
Pas sinds de jaren 70 van de 20e eeuw is bezemkruiskruid aan een duidelijke opmars bezig. Lafuma constateerde in 2004 dat de soort waarschijnlijk twee keer in Europa is geïntroduceerd. De tweede verspreiding schijnt te hebben plaatsgevonden vanuit het Middellandse Zeegebied. Via spoor- en snelwegen zouden de zaden verder noordwaarts zijn vervoerd. Ze komt in grote delen van West- en Midden-Europa voor tot op hoogten rond de 1400 m. De soort breidt zich anno 2006 verder uit richting Oost-Europa.

## Ecologie
Bezemkruiskruid is in West-Europa algemeen aanwezig op ruderale terreinen zoals bouwgronden, langs spoorwegen, in wegbermen, langs slootkanten met een voorkeur voor wat vochtige grond. De plant heeft volle zon nodig en mijdt zinkhoudende bodems. De grond mag zandgrond zijn, maar dan niet voedselarm. Bestuiving vindt plaats door insecten.
Zowel in België als Nederland wordt de soort gezien als een invasieve exoot. Vanwege de sterk toenemende verspreiding wordt de neofyt in een aantal natuurgebieden als een bedreiging gezien voor zeldzame oorspronkelijke soorten. Zo wordt de plant in de Vlaamse duinen op een aantal plaatsen actief bestreden.

## Toepassingen
Zoals vrijwel alle soorten uit het geslacht Senecio bevat de plant pyrrolizidine alkaloïden. Consumptie door mens en dier dient vermeden te worden. De consumptie kan leverbeschadiging tot gevolg hebben.

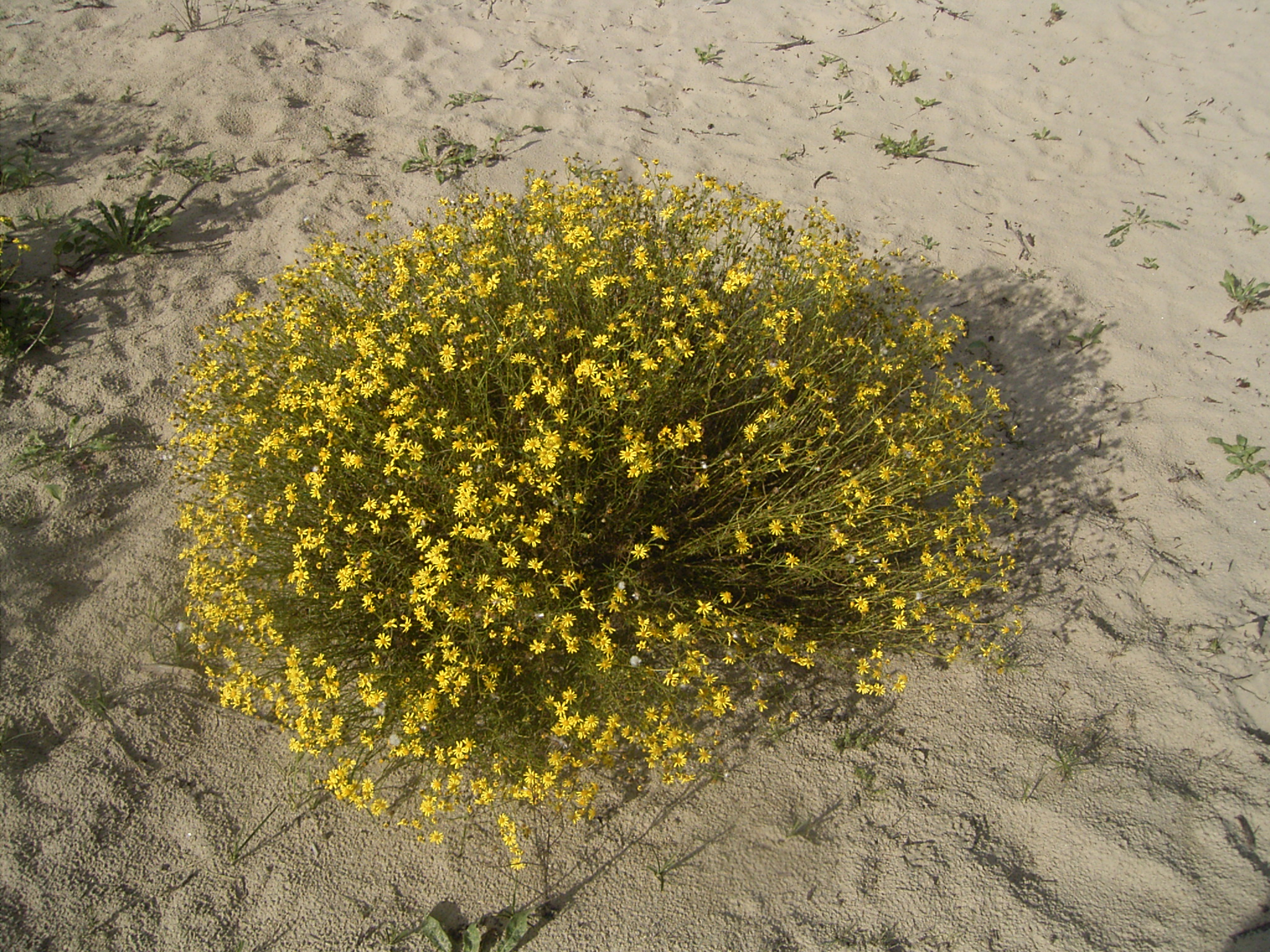
Polvormende vertakking
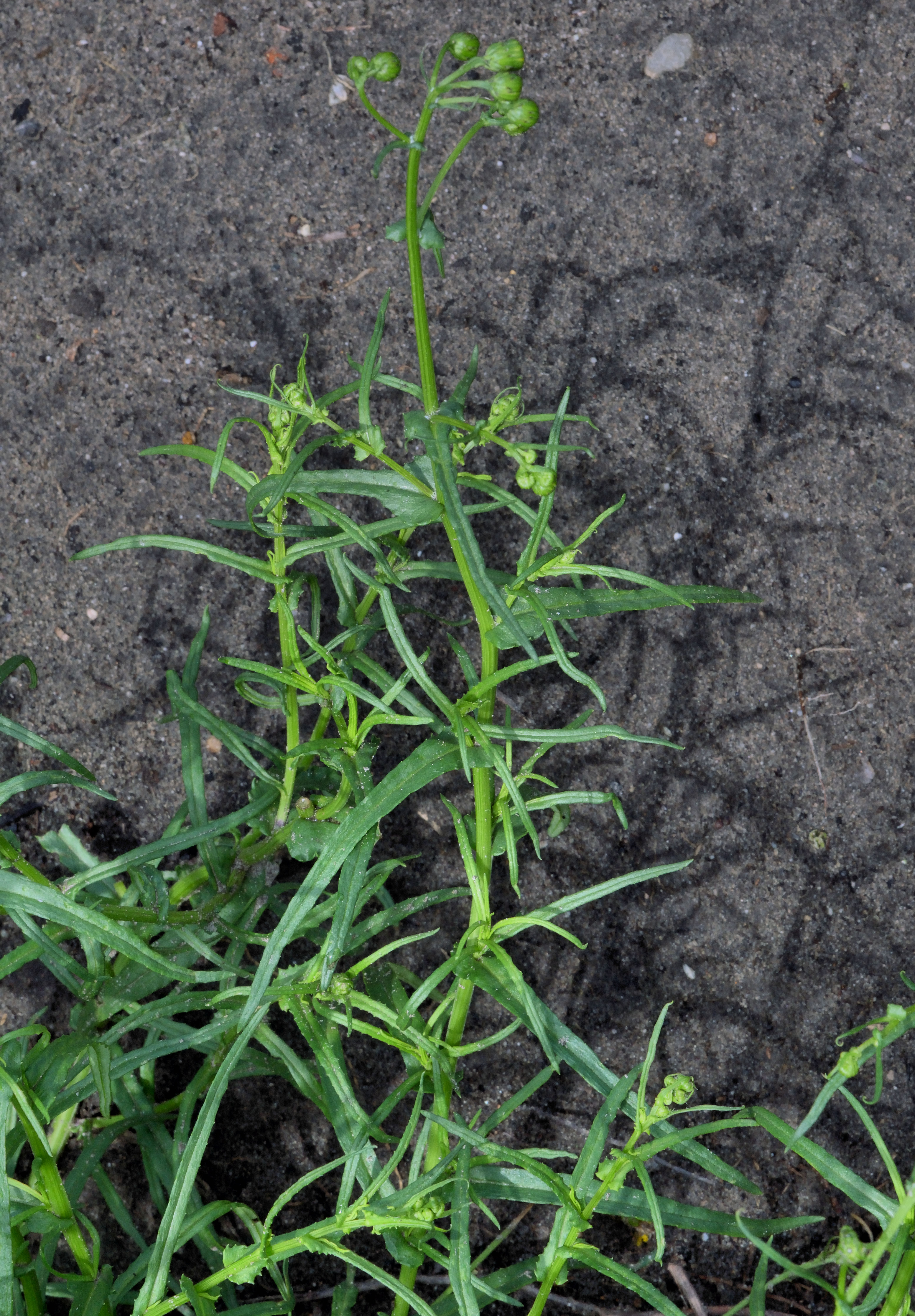
Stengel
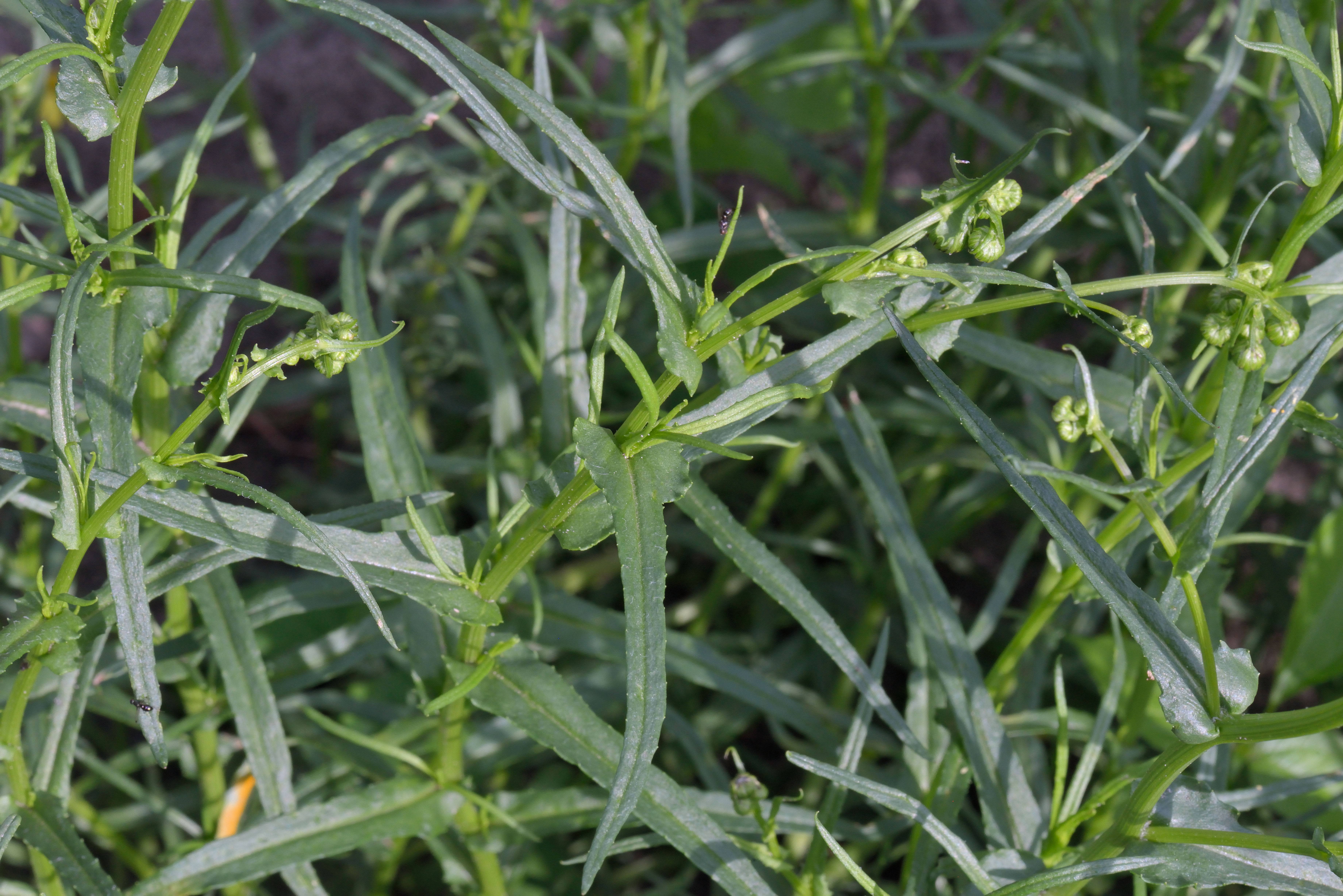
Blad
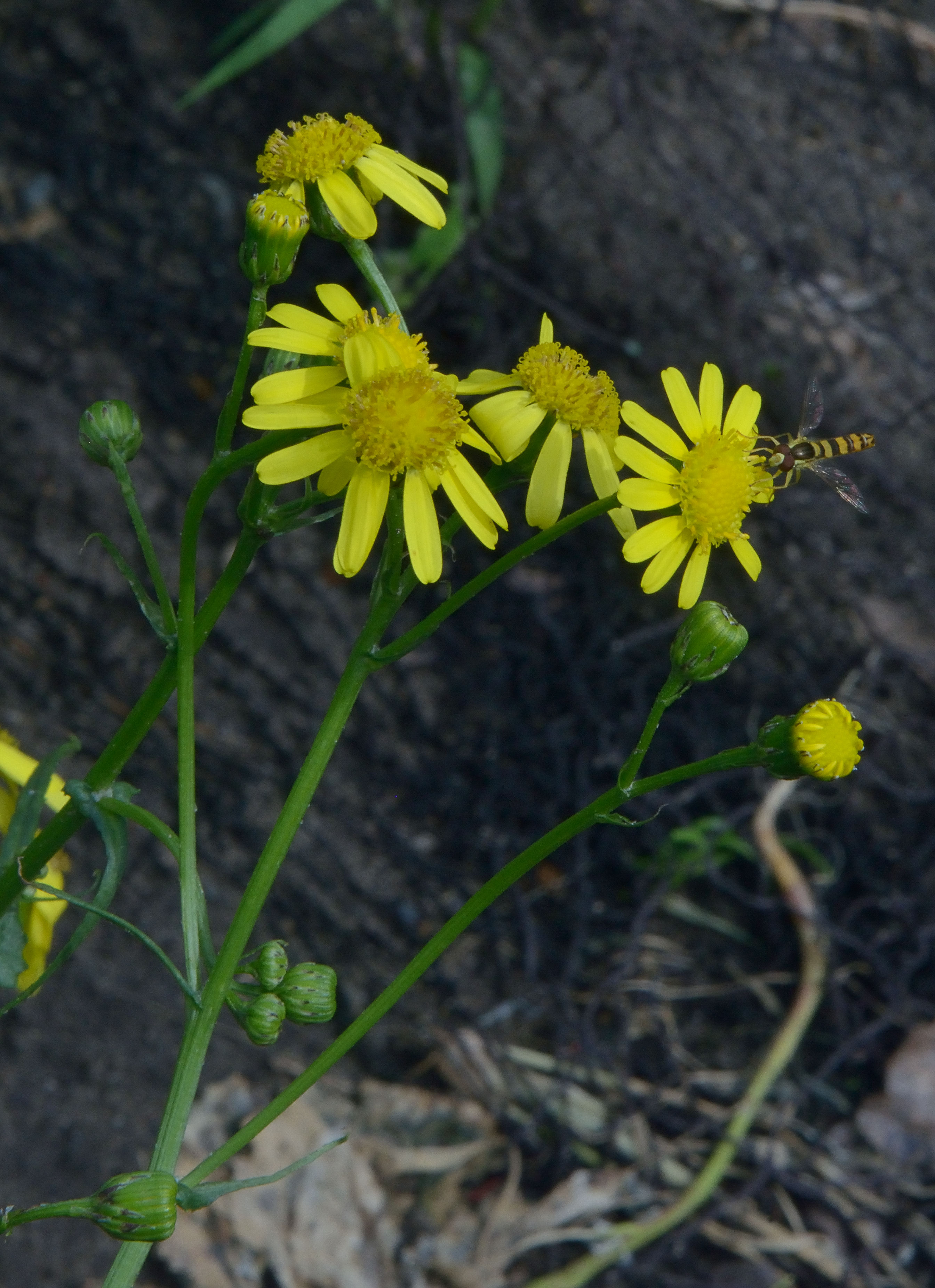
Hoofdjes met langlijfsoort
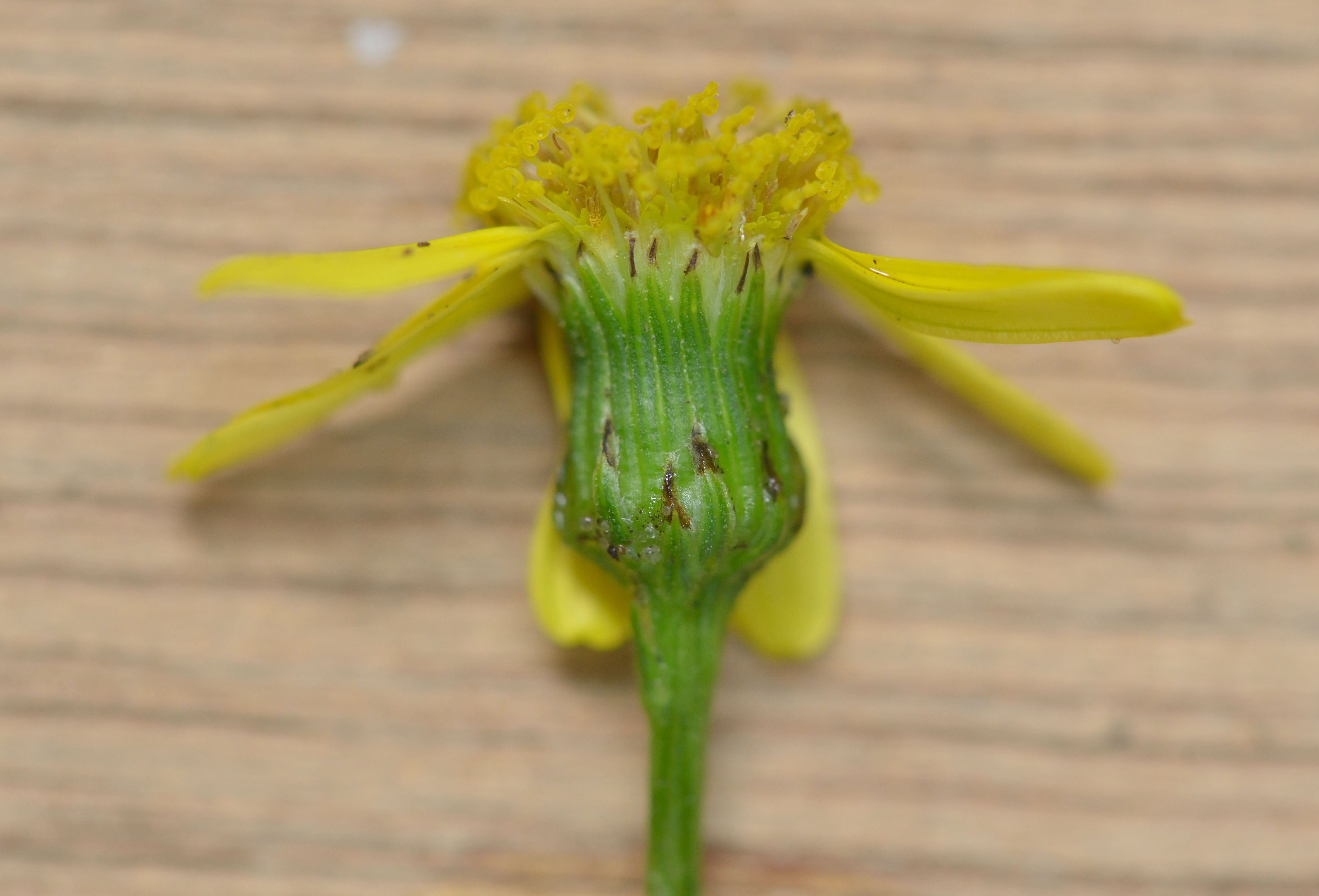
Omwindsel
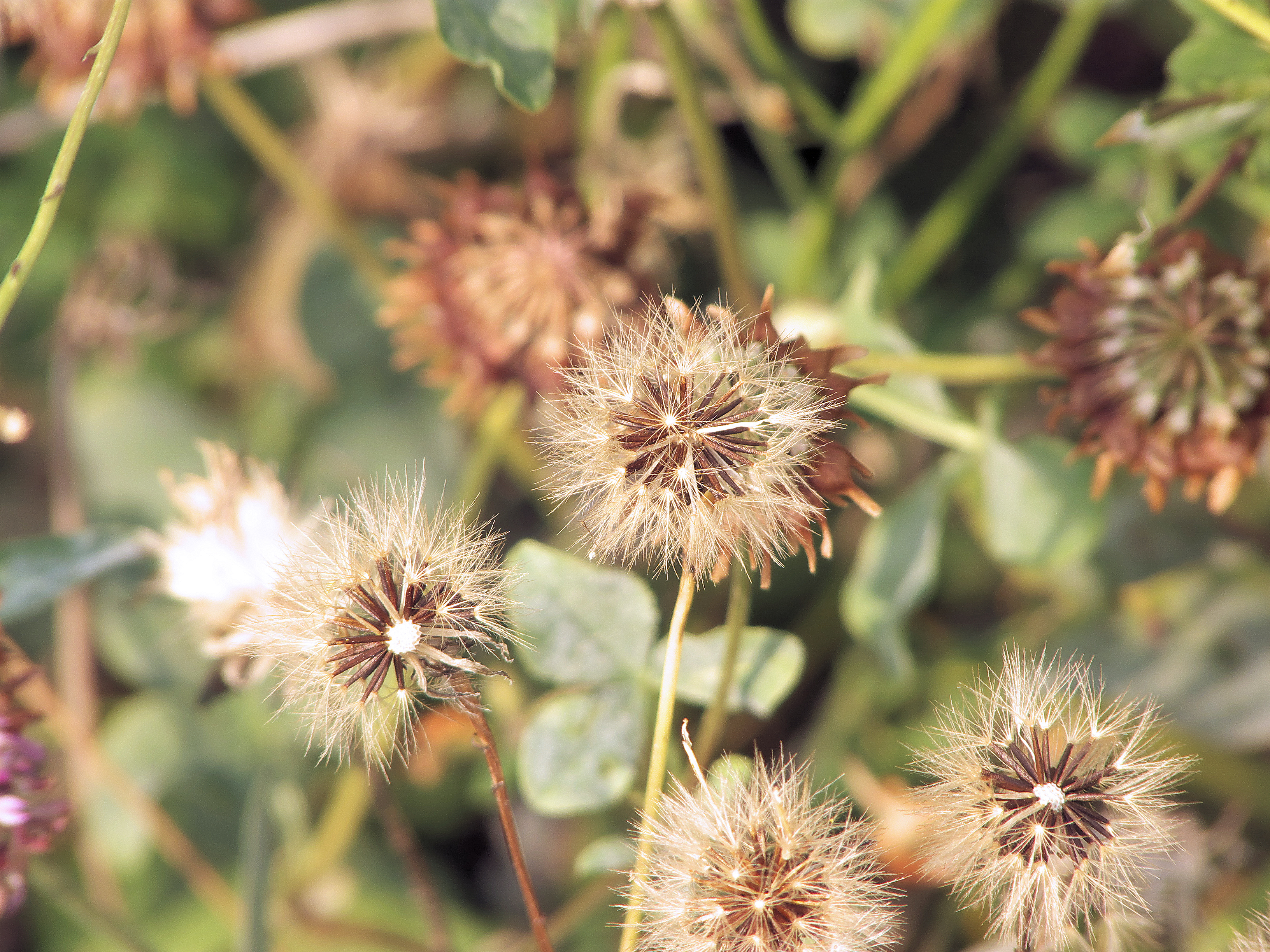
Nootjes met pappus
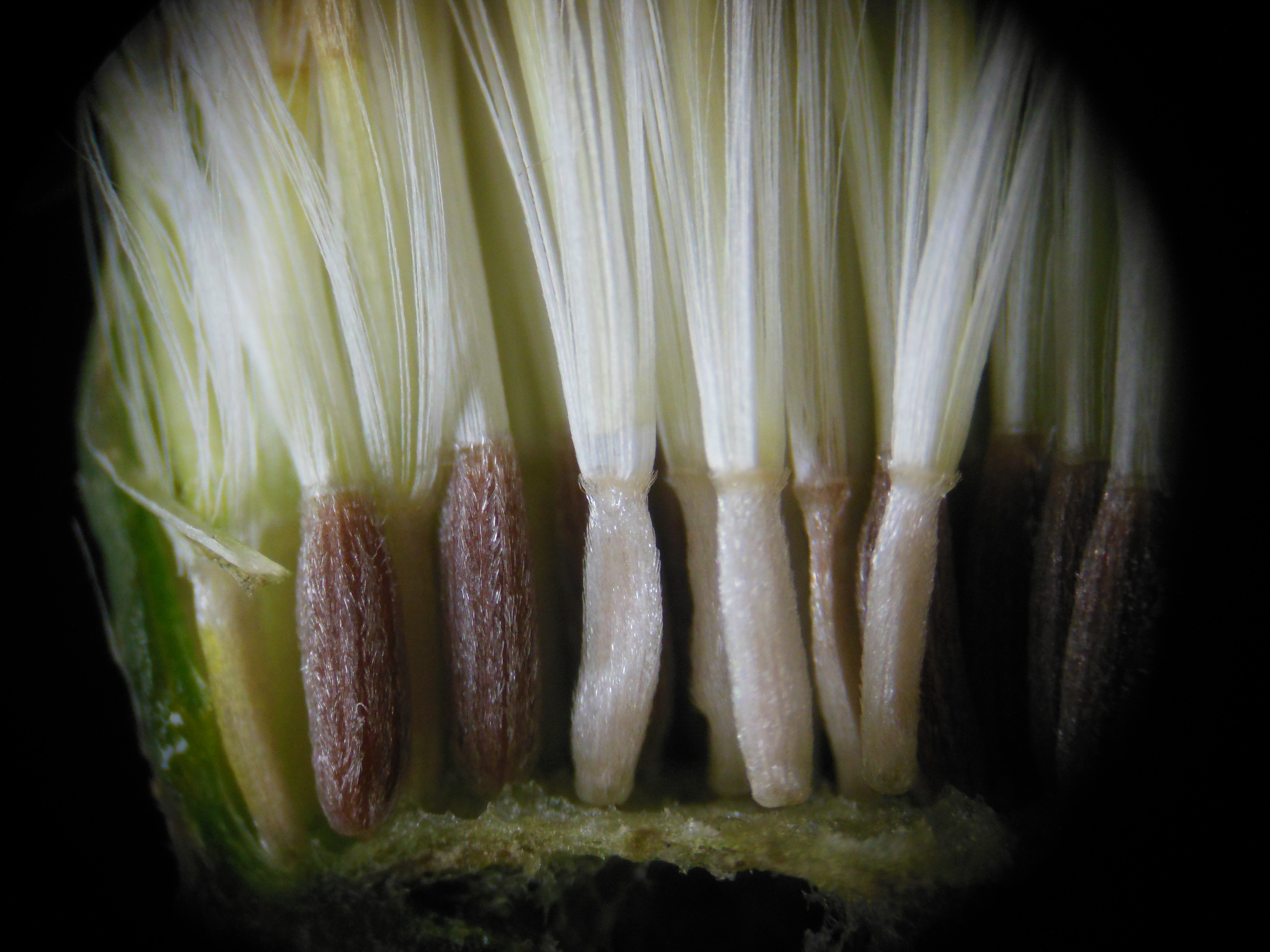
Nootjes met pappus
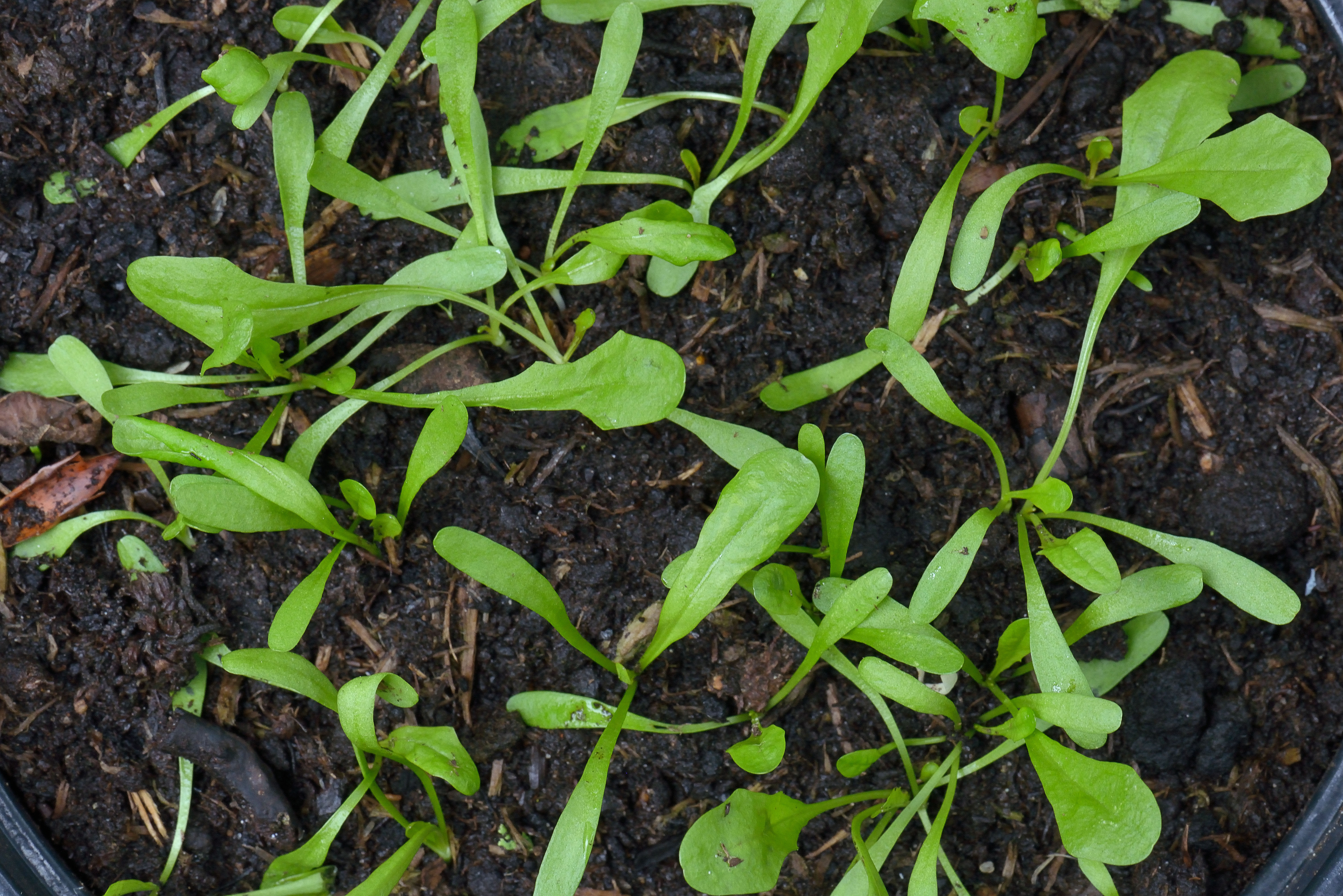
Kiemplanten met eerste ware blad